# Acanthopsis
Genre
Acanthopsis est un genre de plantes à fleurs de la famille des Acanthaceae dont les espèces sont originaires d'Afrique australe.

## Liste d'espèces
Selon Catalogue of Life (20 février 2019), The Plant List (25 avril 2015) et Tropicos (25 avril 2015) :
- Acanthopsis adamanticola H. M. Steyn
- Acanthopsis carduifolia (L.f.) Schinz
- Acanthopsis disperma Harv.
- Acanthopsis dispermoides H. M. Steyn
- Acanthopsis dregeana H. M. Steyn
- Acanthopsis erosa H. M. Steyn
- Acanthopsis erosa H. M. Steyn
- Acanthopsis glauca (E.Mey.) Schinz
- Acanthopsis glandulopalmata H. M. Steyn
- Acanthopsis hoffmannseggiana (Nees) C.B.Clarke
- Acanthopsis horrida (Nees) Nees
- Acanthopsis insueta H. M. Steyn
- Acanthopsis ludoviciana H. M. Steyn
- Acanthopsis nitida H. M. Steyn
- Acanthopsis scullyi (S.Moore) Oberm.
- Acanthopsis spathularis (E.Mey.) Schinz
- Acanthopsis tetragona H. M. Steyn
- Acanthopsis trispina C.B.Clarke
- Acanthopsis tuba H. M. Steyn
- Acanthopsis villosa H. M. Steyn